# Srebrna Dąbrowa
Srebrna Dąbrowa (dawniej Srebrna-Dąbrowa, od lokacji między wsiami Srebrna i Dąbrowa) – dawniej samodzielna wieś, od 1954 część miasta Konstantynowa Łódzkiego w województwie łódzkim, w powiecie pabianickim. Leży w północno-wschodniej części Konstantynowa nad rzeką Jasieniec, w rejonie ulicy Srebrna-Dąbrowa, blisko granicy z Łodzią.

## Historia
Dawniej samodzielna wieś. Od 1867 w gminie Rszew. W okresie międzywojennym należała do powiatu łódzkiego w woj. łódzkim. 1 kwietnia 1927 zniesiono gminę Rszew, a Srebrną-Dąbrowę włączono do gminy Brus. 1 września 1933 utworzono gromadę Srebrna w granicach gminy Brus, składającą się ze wsi Srebrna, wsi Srebrna-Dąbrowa, folwarku Srebrna i wsi Srebrna-Smulsko. Podczas II wojny światowej włączona do III Rzeszy.
Po wojnie wieś powróciła do powiatu łódzkiego woj. łódzkim. W związku z reorganizacją administracji wiejskiej jesienią 1954, Srebrną-Dąbrowę, jako część gromady Srebrna, włączono do Konstantynowa Łódzkiego.